# Lorenz Klimmer
Lorenz Klimmer (* 17. August 1868 in Dingolfing; † 21. November 1919 in Gaindorf) war ein deutscher römisch-katholischer Pfarrer, Politiker. Als Mitglied der Zentrumspartei war er von in zwei Wahlpersioden Mitglied der Kammer der Abgeordneten (Bayern).

## Leben
Am 23. April 1893 erhielt Klimmer seine Priesterweihe. Im Jahr 1905 wurde er für den Wahlkreis Regen/Ndb Mitglied im 34. bayerischen Landtag. 1907 wurde er erneut in den Landtag gewählt, trat aber 1911 aus. Sein Nachfolger im 35. Landtag war Georg Götz.